# Regatta (Málta)
A Regatta Málta egyik legjelentősebb sporteseménye, amelyet az 1565-ben kiállt ostrom emlékére rendeznek a Port Il-Kbir (Nagy Kikötő) öblében 1955 óta. Az 1979-es brit kivonulás emlékére azóta március 31-én is megrendezésre kerül.

## Története
A verseny hagyományai a középkor végéig nyúlnak vissza, az első fennmaradt, a versenyről szóló feljegyzések 1822-ből származnak. Az első profi versenyt 1955-ben rendezték a Jum il-Vittorja, angolul Victory Day, az 1565-ös győzelem emléknapja tiszteletére a Nagy Kikötő városainak részvételével. Az 1979-es brit kivonulás emlékére jelenleg március 31-én is megrendezik, bár a máltaiak szemében még mindig a szeptemberi alkalomnak van nagyobb jelentősége. A táv a kezdetek óta egy mérföld, Marsa partjától a vallettai vámházig. A kezdeti egyszerű verseny mára egész napos programmá nőtt, amelyben a városok különböző korosztályokban és hajótípusokkal is összemérik erejüket. Más sporteseményekhez hasonlóan a botrányok, például szervezési hibák és doppingesetek sem kerülték el.
A legutóbbi győztes Marsa (2015. szeptember 8), valamint Marsa (2014. március 31.). Az összetett versenyt azonban Isla (Senglea) vezeti, 2008 és 2012 közötti ötös győzelemsorozatával összesen már 23 győzelmet számlál a szeptemberi viadalokon.

## Résztvevők és eszközök
A résztvevők eredetileg a Nagy Kikötő városai, Kalkara, Birgu, Bormla, Isla és Marsa voltak. Jelenleg egy csapat képviseli Birżebbuġa városát és a Marsamxett (tulajdonképpen Valletta) városait is. Korábbi résztvevő még Marsaxlokk.
A használt hajók a következők:
- Dghajsa tal-Pass b'Zewg Imqadef: a hagyományos vízitaxinak is használt hajó. Legénysége egy álló és egy ülő evezős
- Dghajsa tal-Pass b'Erba Imqadef: hasonló mint az előző, de nagyobb, és két álló-két ülő versenyző hajtja
- Dghajsa tal-Midalji b'Erba Mqadef: a tal-pass vékonyabb és könnyebb, kifejezetten versenyre kifejlesztett változata. A "csinos csónaknak" is becézett hajókat szintén két-két versenyző hajtja
- Kajjik b'Zewg Imqadef: magas orrú, lapos tatú csónak, eredetileg a halászhajókból származik. A feljegyzések szerint már az 1822-es verseny óta használják, egy álló és egy ülő evezőssel
- Frejgatina b'Zewg Imqadef u Tmunier: eredetileg családi csónak, két ülő evezőssel

## Érdekességek
- Azt mondják a helyiek, hogy ha Senglea nem nyer, Szűz Mária nem jön ki a templomból. Isla búcsúnapja ugyanis szintén szeptember 8, amikor Mária szobra körmenetben végigjárja a várost, kivéve ha vihar van. A rajongók szerint viszont Isla csak olyan körülmények között nem nyerhet a regattán, amikor a szobrot sem lehet kihozni.
- A mély vízben nem mindenhol lehet bójákkal jelölni a pályát, így a csónakok néha keresztezik egymás útját[3]